# Marek Grechuta

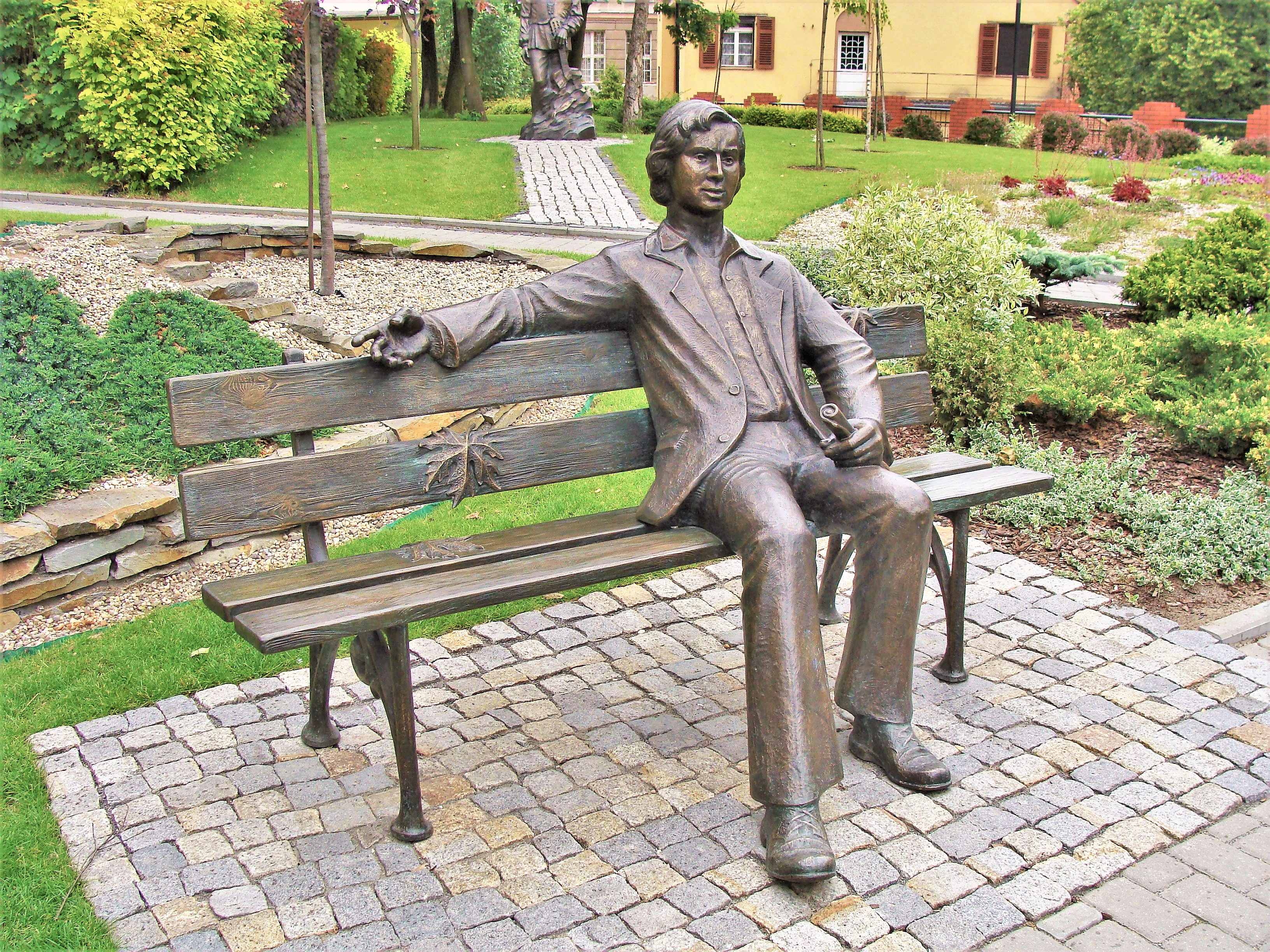
Beeld van Grechuta voor de Universiteit van Opole

Marek Michał Grechuta (Zamość, 10 december 1945 – Krakau, 9 oktober 2006) was een Poolse zanger, poëet en componist. Hij is geboren in Zamość, maar voor zijn studie architectuur verhuisde hij naar Krakau. Daar is hij blijven wonen tot hij in 2006 overleed.
Grechuta's bekendste nummer is Dni których nie znamy, dit nummer is later succesvol gecoverd door Kamil Bednarek. Tevens is dit nummer het clublied van voetbalclub Korona Kielce.
Grechuta trouwde in 1967 met zijn vrouw Danuta. Ze hebben samen één zoon, Łukasz.
Grechuta ligt begraven op de grote Rakowicki begraafplaats in Krakau.
- Bibsys: 12027029
- Gemeinsame Normdatei: 133951324
- International Standard Name Identifier: 0000 0000 8017 5425
- Library of Congress Control Number: no2006076399
- MusicBrainz: 17d126de-97b6-458b-8b19-7615c19a0a79
- Nationale Bibliotheek van Tsjechië: xx0060654
- Réseau des bibliothèques de Suisse occidentale: 02-A012070002
- Virtual International Authority File: 6137445
- WorldCat: E39PBJrWymVBcDg7xGCG8RWv73